# Jean Françaix
René Jean Désiré Françaix (Le Mans, 23 de mayo de 1912 - París, 25 de septiembre de 1997) fue un compositor francés. 

## Biografía
Pianista nacido en una familia de músicos, Françaix ganó a los 18 años su primer premio de piano en el Conservatorio de París, estudiando composición con Nadia Boulanger. Su composición de juventud, el Concertino para piano (1932) fue un éxito inmediato.

## Obra
Su repertorio consta de unas doscientas obras musicales.
Además de distintas piezas para instrumentos solos, compuso varios conciertos, incluido un concierto para piano, un concierto para dos pianos, dos conciertos para violín y un concierto para clarinete y flauta. Sus obras vocales son un Oratorio, el Apocalipsis de san Juan y una cantata para mezzo-soprano y cuerdas o los tonton déploration. Escribió obras para viento, entre ellos dos cuartetos de saxofones. La música de piano incluye clavecín, ocho danzas exóticas para dos pianos, una misa de boda y una sonata de piano. 
Françaix también compuso música para una docena de películas. Muchas de sus obras son publicadas por Ediciones Musicales Transatlántica, siendo Max Schott su principal editor. 
Su obra combina la elegancia y el ingenio, como se muestra en la Princesa de Cleves, su quinta ópera. Actualmente, el compositor disfruta de más éxito en el extranjero que en Francia, especialmente en países como Alemania, Japón y los Estados Unidos. 

## Obras
- "Scherzo" (1932)
- Eight Bagatelles (1932),
- Concertino para piano y orquesta (1932)
- Cuarteto para viento (1933)
- Beach (1933), ballet
- "Trio à cordes" (1933)
- Petit quatuor (1935)
- L'apocalypse selon Saint-Jean (1939), oratorio
- L'apostrophe (1940), comedia musical
- L´heure du berger (1947)[2]
- Les demoiselles de la nuit (1948), ballet
- Paris a nous deux! (1954), ópera
- Si Paris nous était conté (1956)
- L'horloge de flore (1959)
- Doble concierto para piano (1965)
- La princesse de Clèves (1965), ópera
- Cassazione (1975)
- Neuf historiettes de Tallemant des Réaux
- Cinq danses exotiques